# Ніколае Дойкару
Ніколає Дойкару (рум. Nicolae Doicaru, 21 квітня 1922, Кирліджеле, Румунське королівство — лютий 1990, Аджуд, Румунія) — румунський генерал держбезпеки, начальник DIE — I дирекції Секурітате (зовнішня інформація). Учасник політичних репресій та придушення повстанського руху. Багаторічний керівник румунської закордонної розвідки. Кандидат у члени ЦК РКП, заступник, потім перший заступник міністра внутрішніх справ СРР. Відсторонений через втечу генерала Пачепи. Після антикомуністичної Румунської революції запропонував свої послуги новій владі.

## Офіцер Секурітате
Народився у сім'ї торговця-виноградаря. Батько Ніколає Дойкару був прихильником Націонал-ліберальної партії. Після сільської школи Ніколає Дойкару закінчив Промислове училище у Фокшанах. Демонстрував чудові успіхи в навчанні. Разом з іншими старшокласниками перебував у Братстві хреста — молодіжній групі ультраправої Залізної гвардії. Є відомості про його участь в легіонерському заколоті у січні 1941 року, але це ставиться під сумнів.
Після Серпневого перевороту 1944 року і вступу до Румунії радянських військ змінив політичну орієнтацію — вступив до румунської армії та воював проти вермахту. Брав участь у боях на території Румунії та Чехословаччини. Здобув військову спеціальність зв'язківця. 1945 року вступив до Румунської комуністичної партії (РКП) і на службу в органи комуністичної держбезпеки Секурітате.
З 1949 року в званні капітана очолював управління Секурітате в Констанці. Жорстко проводив сталіністський курс Георге Георгіу-Дежа та репресивні вказівки Александру Дрегича. Виявляв особливу жорстокість до ув'язнених під час будівництва каналу Дунай—Чорне море (викривав ув'язнених як «чужих робітництву» за свого буржуазного походження). Особливу увагу приділяв створенню інформаційної мережі.
Організував кілька процесів над «диверсантами». Кілька людей були страчені за цими вироками. Брав участь в операціях Секурітате проти повстанського руху в румунській Добруджі, командував ліквідацією загону Гогу Пую та Ніколає Чолаку. Пригнічував селянські повстання проти колективізації. Керував цим придушенням Ніколає Чаушеску, з яким у Дойкару встановився службовий зв'язок.

## Генерал Секурітате
1955 року у званні майора переведений до DIE — I дирекції Секурітате (зовнішня інформація, зовнішня розвідка). 1959 року полковник Дойкару призначений начальником DIE. На цій посаді замінив генерала Михая Гаврилюка, знаного прорадянською орієнтацією. У цей період режим Георгіу-Дежа робив кроки до виходу з-під радянського контролю.
В обов'язки Докару входили не тільки збір та обробка розвідувальної інформації, а й закордонні спецоперації Секурітате. Під його керівництвом організовувались викрадення та доправляння до Румунії емігрантів-антикомуністів Олівіу Белдяну, Траяна Пую, Аурела Дечея.
1961 року отримав звання генерал-майора, а 1963 року призначений заступником міністра внутрішніх справ. Обіймав цю посаду за чотирьох міністрів —Александру Дрегіче, Корнела Онеску, Іона Стенеску, Еміля Бобу. Зберіг позиції у середині 1960-х років, коли Георгіу-Дежа змінив Чаушеску. «Румунська відлига» та розслідування репресій часів Георгіу-Дежа практично не торкнулися Дойкару. На відміну від Дрегіча, який потрапив в опалу, він не претендував на вищу владу і не становив небезпеки для Чаушеску. Йому навіть вдалося сформувати команду на власний розсуд. Існували припущення і таємні зв'язки Дойкару зі спецслужбами СРСР, але документально вони не підтверджувалися. Це йшло б всупереч із тодішньою лінією Чаушеску на суверенізацію СРР.
З 1972 року генерал-лейтенант Дойкару — перший заступник глави МВС СРР (посаду міністра обіймали Стенеску, потім Бобу). У 1967—1972 роках був також заступником Стенеску як голови Ради державної безпеки. На XI з'їзді РКП 1974 року затверджений кандидатом у члени ЦК. Належав до ключових постатей румунської держбезпеки, розвідки та контррозвідки. Особливі стосунки пов'язували його зі Штефаном Андрієм як завідувачем міжнародного відділу ЦК РКП. 1974 року Дойкару зумів усунути свого головного службового конкурента полковника Георге Кречуна, звинувативши його в легіонерських зв'язках молодості.
На Дойкару замикалася розгалужена мережа закордонних інформаторів і керівництво спецопераціями. Він супроводжував Чаушеску у закордонних поїздках, відповідаючи за безпеку генсека-президента. Головним успіхом DIE під керівництвом Дойкару вважається отримання великого обсягу інформації зі штаб-квартири НАТО в Парижі (цьому сприяла політика президента Франції Шарля де Голля).
Дирекція зовнішньої інформації мала автономію від МВС і займала особливе становище в Секурітаті. Генерал Дойкару претендував на керівництво МВС, але на цю посаду Чаушеску віддав перевагу Георге Хомоштяну. 1978 року Дойкару призначений міністром туризму в кабінеті Маніа Менеску. Дане відомство при Чаушеску тісно аффіліровалось із зовнішньою службою Секурітате і вважалося «батьківщиою шпигунства».

## Відставка через Пачепу
Кар'єра Дойкару перервалася майже відразу після призначення міністром. Причиною стала втеча в США генерала-розвідника Іона Міхая Пачепи. Відповідальність за цей скандал Чаушеску поклав на Дойкару як багаторічного керівника DIE. Дойкару відправили у відставку, виведений з кандидатів ЦК, заарештований і кілька місяців провів під слідством.
На слідстві він відмовився підписати потрібні свідчення про давню завербованість Пачепи американськими спецслужбами. Після звільнення не прийняв запропоновану посади директора сільгосппідприємства поблизу Михайлешті, вважаючи її принизливою. Одинадцять років Дойкар прожив під наглядом свого ж відомства. І він сам, та його дружина були обурені таким ставленням керівництва.

## Спроба повернення та смерть
У грудні 1989 року Румунська революція скинула комуністичний режим. Чаушеску розстріли, РКП заборонили, Секурітате розформували. Дойкару вважав це своїм шансом на повернення у владу. У парадному мундирі з усіма нагородами він з'явився на засідання Ради ФНП і запропонував свої послуги у створенні нової спецслужби. При цьому свою відставку 1978 року пояснив нібито політичними розбіжностями з Чаушеску.
Керівництво ФНП зацікавлено поставилося до цієї ініціативи. Нову розвідслужбу SIE очолив генерал Михай Караман, але віцепрем'єр Джелу Войкан Войкулеску, який опікувався правоохоронною та держбезпекою в першому революційному уряді, прийняв Дойкару як консультанта.
Проте вже у лютому 1990 року Дойкару загинув на полюванні. Існує версія, що його цілеспрямовано усунули як носія небезпечного компромату. Офіційне розслідування заявило про самогубство. Не виключено, що Дойкару був убитий випадковим пострілом.

## Особистість і сім'я
Панівною рисою у характері було владолюбство. Найбільше цінував «приналежність до світу сильних», яке відчув ще на перших посадах у Констанці. Відрізнявся великою енергією, старанністю, чіткою справністю — багато в чому від страху за своє становище у владі.
Для характеристики румунської комуністичної спецслужби наводиться поєднання трьох постатей: інтелектуала-конспіролога Іона Міхая Пачепи, жорстокого циніка Ніколає Плешице та Ніколає Дойкару, «колишнього легіонера, що перейшов до ідеалів комунізму».
При цьому Дойкару був схильний до п'яного розгулу, знаний випадок його участі в масовій п'яній бійці (офіцери Секурітате побилися з сільськими жителями). Багато уваги приділяв Дойкару матеріально-побутовому забезпеченню розвідників — в офісі було влаштовано елітний басейн, конфісковані будинки емігрантів передавалися офіцерам DIE. Захоплювався ведмежим полюванням, змагався у кількості здобутих ведмежих шкур.
Був одружений, мав сина і дочку. Його дружина Меланія служила у військах зв'язку. Син Володимир з юності належав до бухарестської богеми, був близький до Нікі Чаушеску. Працював інженером із виробництва оперативної техніки. Після 1989 року займався бізнесом. Боровся за реабілітацію пам'яті батька (а також за повернення нерухомості, вилученої в революцію). Помер за незрозумілих обставин 2017 року.